# Mistrovství Evropy v judu 2022
Mistrovství Evropy ve váhových kategoriích v judu v roce 2022 proběhlo v Sofii v Sofia Areně ve dnech 29. dubna až 1. května 2022.

## Program turnaje
- PÁ – 29. 4. 2022 – superlehká váha (−60 kg, −48 kg), pololehká váha (−66 kg, −52 kg), lehká váha −57 kg)
- SO – 30. 4. 2022 – lehká váha (–73 kg), polostřední váha (−81 kg, −63 kg), střední váha (−70 kg)
- NE – 1. 5. 2022 – střední váha (−90 kg), polotěžká váha (−100 kg, −78 kg), těžká (+100 kg, +78 kg)

## Výsledky – váhové kategorie

### Muži
| Kategorie | Podrobně | Zlato                    | Stříbro                 | Bronz                       | Bronz                   |
| --------- | -------- | ------------------------ | ----------------------- | --------------------------- | ----------------------- |
| −60 kg    | podrobně | Francisco Garrigós (ESP) | Janislav Gerčev (BUL)   | Cédric Revol (FRA)          | Jorre Verstraeten (BEL) |
| −66 kg    | podrobně | Bogdan Jadov (UKR)       | Alberto Gaitero (ESP)   | Elios Manzi (ITA)           | Denis Vieru (MDA)       |
| −73 kg    | podrobně | Hidajat Hejdarov (AZE)   | Giovanni Esposito (ITA) | Mark Hristov (BUL)          | Rustam Orudžov (AZE)    |
| −81 kg    | podrobně | Tato Grigalashvili (GEO) | Matthias Casse (BEL)    | Sami Chouchi (BEL)          | Attila Ungvári (HUN)    |
| −90 kg    | podrobně | Luka Majisuradze (GEO)   | Darko Brašnjović (SRB)  | Mammadali Mehdijev (AZE)    | Theodoros Celidis (GRE) |
| −100 kg   | podrobně | Michael Korrel (NED)     | Piotr Kuczera (POL)     | Nikoloz Šerazadišvili (ESP) | Daniel Eich (SUI)       |
| +100 kg   | podrobně | Jur Spijkers (NED)       | Johannes Frey (GER)     | Roy Meyer (NED)             | Guram Tušišvili (GEO)   |

### Ženy
| Kategorie | Podrobně | Zlato                      | Stříbro                       | Bronz                      | Bronz                         |
| --------- | -------- | -------------------------- | ----------------------------- | -------------------------- | ----------------------------- |
| −48 kg    | podrobně | Shirine Boukliová (FRA)    | Catarina Costaová (POR)       | Julia Figueroaová (ESP)    | Shira Rishonyová (ISR)        |
| −52 kg    | podrobně | Chelsie Gilesová (GRB)     | Amandine Buchardová (FRA)     | Distria Krasniqiová (KOS)  | Ana Viktorija Puljizová (CRO) |
| −57 kg    | podrobně | Timna Nelson-Levyová (ISR) | Sarah-Léonie Cysiqueová (FRA) | Mina Libeerová (BEL)       | Eteri Lipartelianiová (GEO)   |
| −63 kg    | podrobně | Gemma Howellová (GBR)      | Laura Fazliuová (KOS)         | Szofi Özbasová (HUN)       | Gili Sharirová (ISR)          |
| −70 kg    | podrobně | Marie-Eve Gahiéová (FRA)   | Sanne van Dijkeová (NED)      | Margaux Pinotová (FRA)     | Anka Pogačnik (SLO)           |
| −78 kg    | podrobně | Alina Böhmová (GER)        | Guusje Steenhuisová (NED)     | Madeleine Malongaová (FRA) | Alice Bellandiová (ITA)       |
| +78 kg    | podrobně | Romane Dicková (FRA)       | Raz Hershková (ISR)           | Asya Tavanová (ITA)        | Sebile Akbulutová (TUR)       |